# Singles & Unreleased
Singles & Unreleased è una raccolta contenente brani non presenti negli album ufficiali del gruppo musicale italiano Randone, pubblicata in edizione digitale nel 2012 dalla etichetta discografica Il Mondo di Art Productions.

## Tracce
1. The Good (Il Buono) - from Spaghetti Epic 2
2. Jill (Colossus Master)
3. Rune 49 - from Kalevala
4. Sguardo verso il cielo (Unreleased)
5. Father, Son (A Family Snapshot: tribute to Genesis Solo Album by Mellow Records)

## Formazione

### Gruppo
- Nicola Randone: voce, chitarra acustica 12 corde
- Riccardo Cascone: batteria e percussioni
- Marco Crispi: chitarra elettrica solista
- Livio Rabito: basso
- Sandro Bellu: chitarre e voce (on Rune 49)
- Luca Alessandri: tastiere e voce (on Rune 49)
- Paolo Pasquino: voce (on Rune 49)
- Sergio Ponti: batteria (on Rune 49)
- Enrico Vitale: basso (on Rune 49)

### Altri musicisti
- Beppe Crovella: grand piano, moog, mellotron, organo Hammond B3